# Transmaçor
Transmaçor – Transportes Marítimos Açorianos war eine 1987 gegründete portugiesische Reederei mit Sitz in Horta. Sie betrieb Fährlinien auf den Azoren und fusionierte 2015 mit der Atlânticoline.

## Geschichte

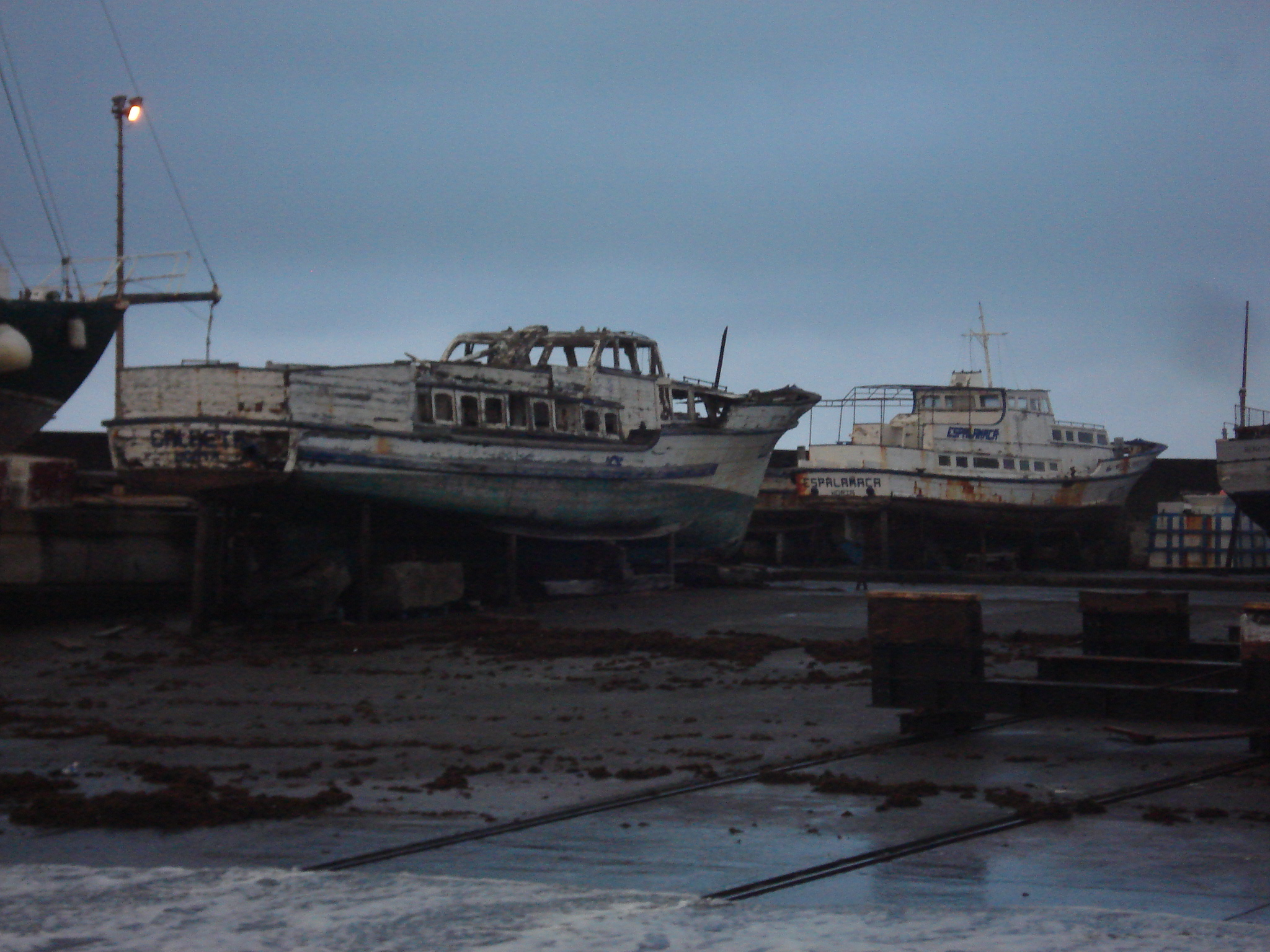
Die aufgelegten Fährboote Calheta und Espalamaca im Jahr 2009

### Vorgeschichte
In der zentralen Inselgruppe der Azoren betrieben bis 1987 mehrere Kleinunternehmen Fährlinien zwischen den Häfen des Dreiecks von Horta auf Faial, Madalena auf Pico sowie nach São Jorge. Zum Einsatz kamen traditionelle hölzerne Boote des Archipels, vor Ort gebaute große hölzerne Motor-Barkassen, die als „Schnellboote“ bezeichnet wurden, sowie ein hölzernes Fracht- und Passagierschiff.

### Gründung, Aufgaben und Ausstattung
Mit Unterstützung der Regionalregierung der Azoren fusionierten die drei Unternehmen Empresa das Lanchos do Pico („Schnellboote“: Espalamaca, Calheta), Empresa Açoriana de Transportes Marítimos (hölzernes Fracht- und Passagierschiff Terra Alta) sowie Transcanal – Transportes Marítimos do Canal (traditionelle offene Boote "Picaroto", "Manuel José") im Dezember 1987 zur Reederei Transmaçor – Transportes Marítimos Açorianos. Im Jahr zuvor hatte die Regionalregierung der Empresa das Lanchos do Pico die beiden von ihr beauftragten Neubauten Cruzeiro das Ilhas und Cruzeiro do Canal für den Fährdienst zur Verfügung gestellt, die ebenfalls übernommen wurden.

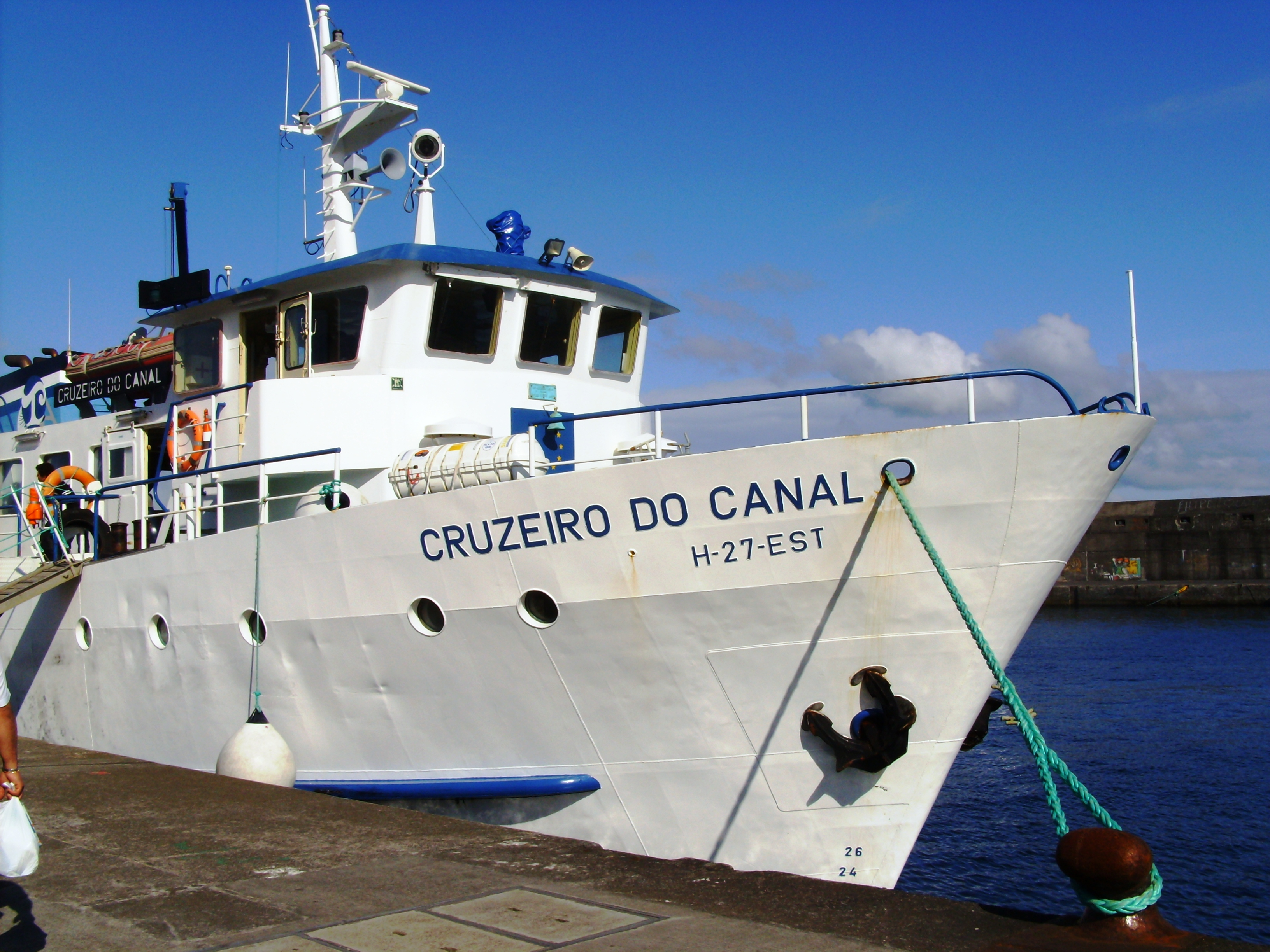
Cruzeiro do Canal im Jahr 2010

An der Transmaçor hielten die drei Reedereien 80 Prozent des Kapitals, während die Regionalregierung 20 Prozent übernahm und jährliche Subventionen für den Betrieb beisteuerte. Sitz der Reederei und Heimathafen der Schiffe wurde Horta. Das Aufgabengebiet blieb weiterhin der Betrieb der Fährlinien zwischen den drei Inseln des Dreiecks in der zentralen Inselgruppe. Zum Regeleinsatz kamen die beiden neuen Passagierfähren Cruzeiro das Ilhas und Cruzeiro do Canal, während die anderen Boote sukzessive außer Dienst gestellt und zum Teil im Hafen von Madalena aufgelegt wurden.

### Fährlinien im Dreieck der Zentralgruppe
In den nächsten 20 Jahren bedienten die Schiffe Horta auf Faial, Madalena auf Pico und Velas auf São Jorge das ganze Jahr über und bedienten die Häfen schließlich täglich: Über den „Kanal“ zwischen Horta und Madalena bot die Reederei im Sommer bis zu sieben Verbindungen und im Winter vier Verbindungen je Richtung an. Zwischen Horta, São Roque do Pico und Velas standen zwei tägliche Verbindungen auf dem Fahrplan. Zudem wurde Calheta auf São Jorge von Juni bis September zweimal in der Woche angelaufen.

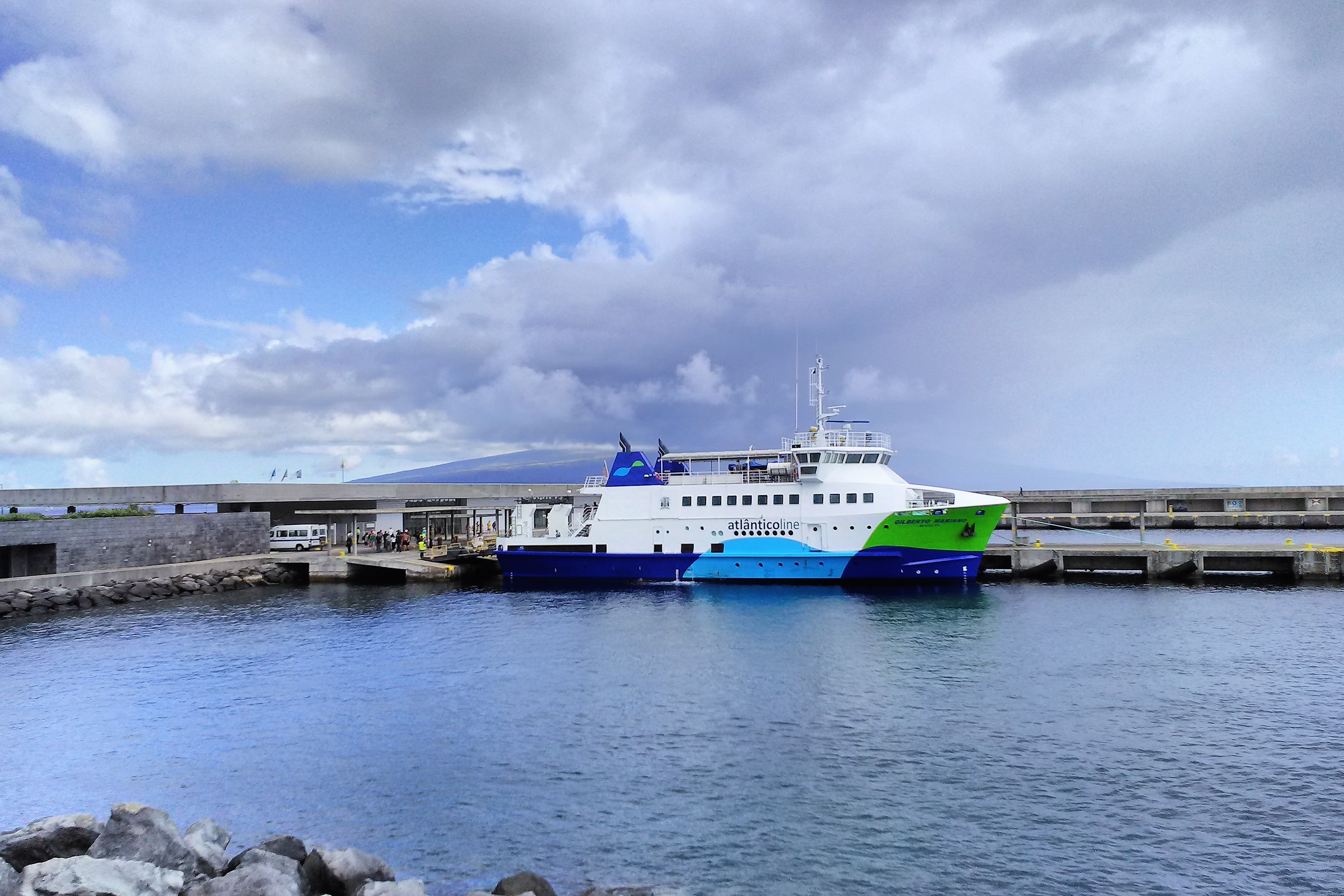
Gilberto Mariano im Jahr 2018

### Entwicklung der Reederei
Verstärkt wurde die kleine Flotte 2001 und 2003 durch die gebraucht gekauften Katamarane Expresso do Triãngulo und Expresso das Ilhas. Die Expresso do Triãngulo verstärkte die beiden vorhandenen Schiffe auf der Verbindung Faial – Pico – São Jorge, die Expresso das Ilhas setzte die Reederei in der Sommersaison auf der Route nach São Jorge, während das Schiff im Winterhalbjahr aufgelegt wurde. Die höhere Geschwindigkeit der Katamarane brachte kürzere Fahrtzeiten mit sich und trug zur Steigerung des Passagieraufkommens bei. Allerdings mussten beide Schiffe vergleichsweise oft für Reparaturen in die Werft. Ersatzweise übernahmen die Fährschiffe Cruzeiro das Ilhas und Cruzeiro do Canal wieder die Bedienung der Linien. Daher wurden nach der Indienststellung der beiden neu gebauten Schwesterschiffe Gilberto Mariano und Mestre Simão am 21. und 22. März 2014 die Katamarane verkauft (Expresso das Ilhas) bzw. aufgelegt (Expresso do Triãngulo). Die beiden Neubauten waren als RoPax-Schiffe ausgelegt, die erstmals auch Kraftfahrzeuge transportieren konnten. Sie lösten die beiden „Kreuzer“ („Cruzeiros“) im Regelverkehr zwischen Horta und Madalena ab. Die Cruzeiro do Canal verblieb wie ihr Schwesterschiff bei der Reederei und wurde für Ersatz- und Verstärkerfahrten vorgehalten.

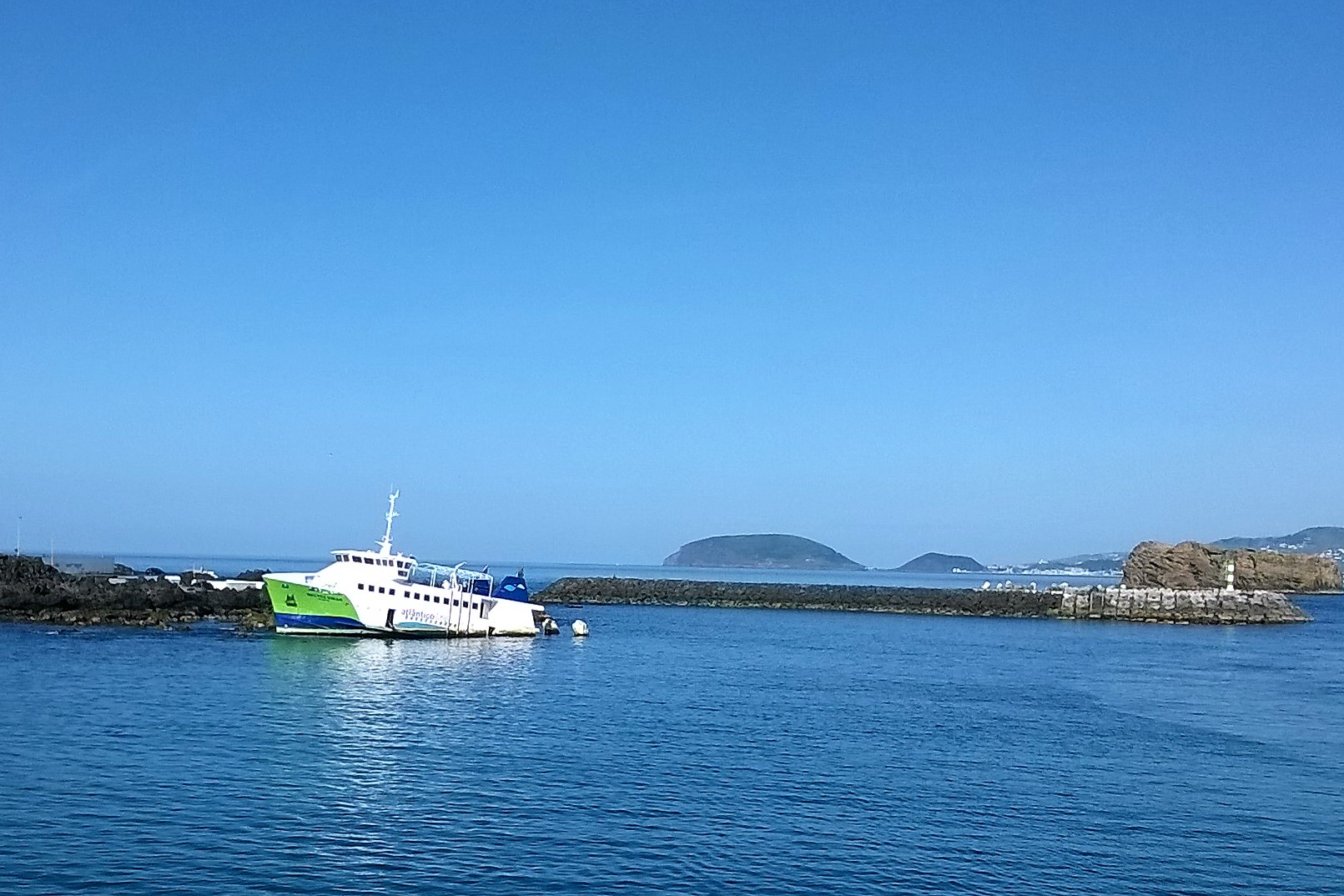
Mestre Simão im Jahr 2018

### Zahlen
Mit den neuen Fährschiffen stieg die Zahl der Passagiere weiter an: Im letzten Jahr des Bestehens – 2014 – beförderten die Schiffe insgesamt 416.527 Fahrgäste. Davon entfielen auf die Hauptachse mit der „Blauen Linie“ zwischen Horta und Madalena 351.239 Fahrgäste, auf die „Grüne Linie“ zwischen Faial, Pico und São Jorge 54.087 Fahrgäste und auf der zweiwöchentlichen „Fliederlinie“, die von Juni bis September Horta, São Roque und Velas mit Calheta und Angra do Heroísmo verbindet, 4.562 Fahrgäste.

### Übergang zur Fusion
Bereits 2011 hatten sich die Eigentümerverhältnisse geändert: Die Regionalregierung erhöhte ihren Anteil an dem Unternehmen auf 88,37 Prozent, die übrigen 11,63 Prozent hielt die Empresa Açoriana de Transportes Marítimos. Zugleich strebte die Regionalregierung ab diesem Zeitpunkt die Fusion der beiden azoreanischen Fährlinien Transmacor mit der 2005 gegründeten Atlânticoline an, um die Kosten zu senken und einen integrierten Gesamtverkehr im Archipel zu schaffen. Die Umsetzung und der Abschluss dieser Fusion dauerte bis September 2015 – damit wurden das Eigentum der Transmacor an die neue Reederei, die den Namen Atlânticoline übernahm, übertragen.

## Schiffe
| Name                  | Baujahr  | Werft                               | Vermessung        | Dienstzeit        | Anmerkungen, Verbleib |
| --------------------- | -------- | ----------------------------------- | ----------------- | ----------------- | --- |
| Espalamaca            | 1949     | Santo Amaro, Pico                   | 33 BRT            | 1987–1990er Jahre | 100 Passagiere, 4 Mann Besatzung; entstanden aus den Motorbooten Odete und Otília mit 70-PS-Penta-Motor; 1950 von 14,57 auf 17,46 Meter verlängert, Einbau von zwei 225 PS-Gray’s Motoren, 1976 neuer Cummings-Motor, in 1990er Jahren außer Dienst und aufgelegt; ab 2015 restauriert. |
| Calheta               | 1925     | Santo Amaro, Pico                   | ?                 | 1987–1996?        | erbaut für die Empresa Calhetense de Navegação e Pesca, 1950 von Empresa de Lanchas do Pico übernommen und 1987 an Transmaçor; seit 1996 in Pico aufgelegt. |
| Terra Alta            | 1945/46  | Santo Amaro, Pico                   | ca. 31 Meter lang | 1988–2000         | hölzernes Frachtschiff, 1947 bei Sociedade Terra Alta 1950 an Empresa Açoriana de Transportes Marítimos; 1987 an Transmaçor; 1995 außer Dienst, 3. Juni 2000 in Madalena durch Verbrennen abgewrackt.                                                                                   |
| Manuel José           | ?        | ?                                   | ?                 | ?                 | traditionelles offenes Holzboot der Azoren; bis zur Fusion im Besitz der Transcanal – Transportes Marítimos do Canal; weiteres unklar; |
| Picaroto              | vor 1948 | ?                                   | ?                 | ?                 | traditionelles offenes Holzboot; zunächst im Besitz von Campos & Faria, dann Transcanal – Transportes Marítimos do Canal; 2012 noch aufgelegt in Madalena auf Pico; Verbleib unklar; |
| Cruzeiro das Ilhas    | 1986     | Estaleiros São Jacinto, São Jacinto | 227 BRZ           | 1988–2015         | Passagierfähre, IMO 8616001; 1987 Empresa das Lanchos do Pico, 1988 Transmaçor, seit 2015 Atlânticoline, 2021 in Fahrt. |
| Cruzeiro do Canal     | 1986/87  | Estaleiros São Jacinto, São Jacinto | 227 BRZ           | 1988–2015         | Passagierfähre, IMO 8419922; 1987 Empresa das Lanchos do Pico, 1988 Transmaçor, seit 2015 Atlânticoline, 2021 in Fahrt. |
| Expresso do Triãngulo | 1983     | Fjellstrand, Omastrand/Norwegen     | 287 BRZ           | 2001–2015         | Passagier-Katamaran, IMO 8205644; ex. norweg. Helgeland, Helgeland II, Fjordtroll, Ankauf 2001 für Route Faial – Pico – São Jorge; 2015 Atlânticoline, 2018 an Black & Blue verkauft.                                                                                                   |
| Expresso das Ilhas    | 1990     | Marinteknik Verkstads, Öregrund     | 286 BRZ           | 2003–2015         | Passagierfähre, IMO 8917041; ex Saud, Baltic Spirit, 2003 Transmaçor, 2015 als Limbe Island Express nach Kamerun verkauft. |
| Ilha Azul             | 1980     | Astilleros Barreras, Vigo           | 5287 BRZ          | 2007–2011         | RoRo-Schiff, IMO 7825980; 1980 span. Bahia de Ceuta, 2004 griech. Athina, 2006 an Transmaçor und an Atlânticoline verchartert, 2011 als Nossa Senhora da Graça nach Kap Verde verkauft, Verbleib unklar.                                                                                |
| Mestre Simão          | 2013     | Astilleros Armon, Navia             | 748 BRZ           | 2014–2015         | RoPax-Schiff, IMO 9690482; mit Schwesterschiff Gilberto Mariano Ersatz für Cruzeiro do Canal und Cruzeiro das Ilhas; 2015 an Atlânticoline, 2018 bei Einfahrt in Hafen Madalena auf Grund gelaufen, anschließend vor Ort abgewrackt.                                                    |
| Gilberto Mariano      | 2013     | Astilleros Armon, Navia             | 748 BRZ           | 2014–2015         | RoPax-Schiff, IMO 9690494; mit Schwesterschiff Mestre Simão Ersatz für Cruzeiro do Canal und Cruzeiro das Ilhas; 2015 an Atlânticoline, 2021 in Fahrt. |